# 赵允让
趙允讓（995年—1059年11月），字益之，宋朝皇族，是宋太宗第四子商王赵元份的第三子。濮安懿王。
史称他天資渾厚，外庄内寬，喜愠不見于色。趙元份在世时，趙允讓为右千將軍。宋真宗的次子赵玄祐去世后，真宗以綠車旄节迎趙允讓到宫中撫養。真宗第六子趙禎（宋仁宗）出生后，用箫韶部乐送还府邸，官居卫州刺史。
宋仁宗即位，授汝州防御使、宁江军节度使。后来又让他知大宗正寺。他勉励好学的宗室子弟，劝戒不上进的，故人莫不畏服。庆历四年（1044年），封汝南郡王，拜同平章事，改判大宗正司。嘉祐四年（1059年）十一月庚子去世，年六十五，赠太尉、中书令，追封濮王，谥号安懿。
仁宗在位久无子，以赵允让第十三子赵宗实为皇子，改名赵曙。仁宗崩，皇子赵曙即位，是为宋英宗。宋英宗即位后，围绕赵允让是作为皇伯还是皇父的争议，被称为濮议。

## 家庭

### 妻妾
1. 谯国夫人王氏
2. 襄国夫人韩氏
3. 仙游县君任氏，生宋英宗

### 子女
1. 舒王趙宗懿
2. 定王趙宗樸
3. 懷王趙宗暉
4. 楚王趙宗輔
5. 淄王趙宗邈
6. 廣陵郡王趙宗誼
7. 餘杭郡王趙宗詠
8. 溫王趙宗師
9. 昌王趙宗晟
10. 蕭王趙宗博
11. 崇王趙宗瑗
12. 襄王趙宗愈，母親任氏。
13. 宋英宗趙曙
14. 潤王趙宗隱
15. 漢東郡王趙宗沔
16. 榮王趙宗綽
17. 信王趙宗治
18. 建王趙宗藎
19. 資王趙宗勝
20. 惠王趙宗楚，母親任氏。
21. 嗣濮王趙宗祜，《宋史》作赵宗祐，追封钦王，谥穆恪，母親任氏。
22. 景王趙宗漢
23. 安定普宁郡主

## 延伸阅读
[在维基数据编辑]
 《宋史·卷245》，出自脱脱《宋史》